# Паліса Павло Сергійович
Павло Сергійович Паліса (позивний «Хантер») — український військовослужбовець, полковник, учасник російсько-української війни. Лицар ордена Богдана Хмельницького (2023). Заступник Керівника Офісу Президента України з 29 листопада 2024.

## Життєпис
Народився в родині військовослужбовця і провів дитинство у військових містечках.
У 2007 році закінчив Львівський інститут сухопутних військ Національного університету «Львівська політехніка» (нині Національна академія сухопутних військ імені гетьмана Петра Сагайдачного), 2019-го — командно-штабний інститут Національного університету оборони України.
Внаслідок повномасштабного російського вторгнення перервав навчання в Командно-штабному коледжі армії США, щоб долучитися до оборони України. У червні 2022 року американський навчальний заклад під гучні оплески зали видав диплом Павлові, який тоді вже командував 5-м окремим штурмовим полком.
У 2023 році — командир 93-ї окремої механізованої бригади «Холодний Яр». Учасник боїв за Бахмут.
29 листопада 2024 року був призначений Володимиром Зеленським заступником керівника Офісу Президента України.

## Цікаві факти
- Брат Павла — Дмитро Паліса «Рубін» — один з наймолодших комбатів ЗСУ, командир четвертого загону спеціального призначення 71-ї окремої єгерської бригади[8].

## Нагороди
- Хрест бойових заслуг (28 листопада 2023) — за особисту мужність, виявлену у захисті державного суверенітету та територіальної цілісності України, самовіддане виконання військового обов'язку[9];
- орден Богдана Хмельницького III ступеня (13 січня 2023) — за особисту мужність і самовідданість, виявлені у захисті державного суверенітету та територіальної цілісності України, вірність військовій присязі[10].